# Muriel Pavlow

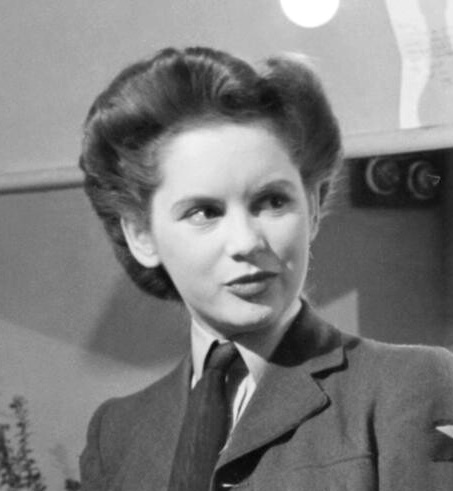
Muriel Pavlow (1945)

Muriel Lilian Pavlow (* 27. Juni 1921 in Lewisham, London; † 19. Januar 2019 in Northwood, London) war eine britische Schauspielerin. In ihrer 75 Jahre andauernden Laufbahn war sie in mehr als sechzig Filmproduktionen und Fernsehserien zu sehen.

## Leben
Muriel Pavlows Mutter stammte aus Frankreich, ihr Vater aus Russland. Sie wuchs im Stadtteil Lee im Südosten Londons auf. Bereits als Kind trat Pavlow am Shakespeare Memorial Theatre an der Seite von John Gielgud auf. 1934 gab sie ihr Filmdebüt als Statistin im Musikfilm Sing As We Go. Es folgten weitere Auftritte in Filmen und Fernsehproduktionen, darunter 1937 als Gretel in einer von der British Broadcasting Corporation produzierten Fassung des Grimm-Märchens Hänsel und Gretel.
Während des Zweiten Weltkriegs engagierte sich Muriel Pavlow als Truppenunterhalterin in der Entertainments National Service Association. Nach dem Krieg beendete sie ihre Bühnenlaufbahn und konzentrierte ihre Schauspielkarriere auf Film- und Fernsehproduktionen.
Größere Bekanntheit erlangte Pavlow 1953 in der weiblichen Hauptrolle im Kriegsfilm Malta Story an der Seite von Alec Guinness sowie 1954 in der Komödie Aber, Herr Doktor… neben Dirk Bogarde. 1956 übernahm sie die Rolle der Thelma Bader in der Filmbiografie Allen Gewalten zum Trotz. Einen ihrer größten Erfolge hatte Pavlow 1961 als Evelyn (in der Originalfassung Emma) Ackenthorpe an der Seite von Margaret Rutherford in dem Miss-Marple-Film 16 Uhr 50 ab Paddington.
Neben ihrer Filmkarriere trat Muriel Pavlow auch weiterhin als Darstellerin in diversen Fernsehserien auf. Unter anderem spielte sie 1977 sechs Folgen lang die Rolle der Janet Thompson in Emmerdale. 2004 war Pavlow in einer Folge der Sitcom Coupling – Wer mit wem? zu sehen. Sie blieb bis ins hohe Alter aktiv, ehe sie ihre Laufbahn 2009 im Alter von 88 Jahren mit einer Nebenrolle in dem Kriegsfilm Glorious 39 beendete. Ihre gesamte Schauspielkarriere umfasst 75 Jahre.
Muriel Pavlow war von 1947 bis zu dessen Tod 1986 mit dem Schauspieler Derek Farr verheiratet. Das Paar hatte sich 1941 bei den Dreharbeiten zu Eine ruhige Hochzeit kennengelernt. Die Ehe blieb kinderlos. Muriel Pavlow lebte zuletzt in Denville Hall, einem Seniorenheim für Filmschaffende in der Nähe von London. Dort starb sie am 19. Januar 2019 im Alter von 97 Jahren.

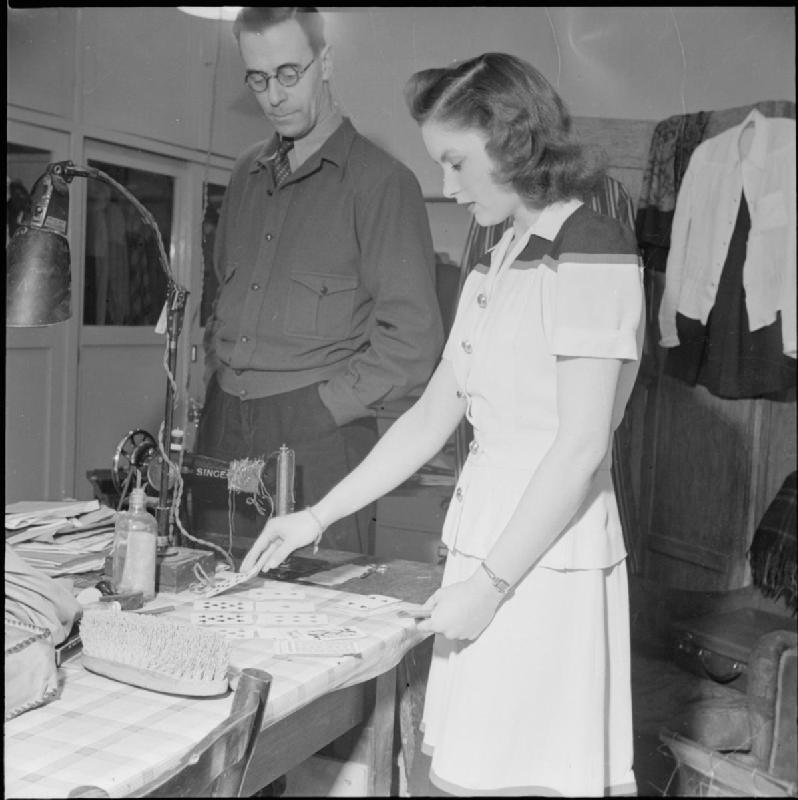
Muriel Pavlow während einer Drehpause (1945)

## Filmografie (Auswahl)
- 1934: Sing As We Go!
- 1937: Hänsel und Gretel (Hansel and Gretel, Kurzfilm)
- 1937: A Romance in Flanders
- 1938: John Halifax
- 1941: Eine ruhige Hochzeit (Quite Wedding)
- 1946: Rauschgift an Bord (Night Boat to Dublin)
- 1946: Peter and Paul (Fernsehfilm)
- 1947: Der Mann, der zum Mörder wurde (Code of Scotland Yard)
- 1947: Weep for the Cyclops (Fernsehfilm)
- 1947: Hamlet Part 1 – 3 (3 Fernsehfilme)
- 1951: Spring at Marino (Fernsehfilm)
- 1951: Breakers Ahead (Fernsehfilm)
- 1951: Out of True (Kurzfilm)
- 1951–1955: BBC Sunday-Night Theatre (Fernsehserie, 3 Episoden)
- 1952: The Mollusc (Fernsehfilm)
- 1952: It Started in Paradise
- 1953: The Net
- 1953: Malta Story
- 1953–1955: Douglas Fairbanks, Jr., Presents (Fernsehserie, 2 Episoden)
- 1954: Aber, Herr Doktor… (Doctor in the House)
- 1953: Conflict of Wings
- 1955: Simon und Laura (Simon and Laura)
- 1956: Allen Gewalten zum Trotz (Reach for the Sky)
- 1956: Kronzeuge gesucht (Eyewitness)
- 1956: Tiger im Nebel (Tiger in the Smoke)
- 1957: Hilfe, der Doktor kommt! (Doctor at Large)
- 1958: Rooney
- 1959: Die schwarze Lorelei (Whirlpool)
- 1961: 16 Uhr 50 ab Paddington (Murder She Said)
- 1962: BBC Sunday–Night Play (Fernsehserie, 1 Episode)
- 1963: Jezebel ex UK (Fernsehserie, 1 Episode)
- 1963: Kennziffer 01 (Zero One, Fernsehserie, 1 Episode)
- 1965: R3 (Fernsehserie, 1 Episode)
- 1967: The Brian Rix Theatre of Laughter (Fernsehserie, 1 Episode)
- 1974: Dixon of Dock Green (Fernsehserie, 1 Episode)
- 1977: Emmerdale Farm (Fernsehserie, 6 Episoden)
- 1980: The Ravelled Thread (Fernsehserie, 1 Episode)
- 1985: The Last Evensong (Fernsehfilm)
- 1987: Sunday Premiere (Fernsehserie, 1 Episode)
- 1988: Boon (Fernsehserie, 1 Episode)
- 1992: Surgical Spirit
- 1992: Screen Two
- 1993: The Bill (Fernsehserie, 1 Episode)
- 1994: The Rector’s Wife (Fernsehserie, 3 Episoden)
- 1994: May to December (Fernsehserie, 1 Episode)
- 1995: Frühling im Dezember (Daisies in December, Fernsehfilm)
- 1995: Crown Prosecutor (Fernsehserie, 1 Episode)
- 1995: Men Behaving Badly (Fernsehserie, 1 Episode)
- 1995: Oliver’s Travel (Fernsehserie, 1 Episode)
- 1995: House of Cards – Das Letzte Kapitel (The Final Cut, Fernsehserie, 1 Episode)
- 1996: Agatha Christie’s Poirot – Der Ball spielende Hund (Dumb Witness, Fernsehfilm)
- 1998: Heaven on Earth (Fernsehfilm)
- 2000: Black Books (Fernsehserie, 1 Episode)
- 2001: Hotel! (Fernsehfilm)
- 2001: Perfect Strangers (Fernsehserie, 3 Episoden)
- 2002: Coupling – Wer mit wem? (Fernsehserie, 1 Episode)
- 2004: Familienanschluss (Belonging, Fernsehfilm)
- 2009: Glorious 39